# Gorun Manolescu
Gorun Manolescu (n. 22 octombrie 1938, București) este un inginer, literat și eseist român. Este licențiat în Exploatarea Zăcămintelor de Petrol și Gaze la Institutul de Petrol, Gaze și Geologie din București (1960), doctor inginer și cercetător științific în tehnologia informației. Din anul 2002 este membru titular al Comitetului Român pentru Istoria și Filosofia Științei și Tehnicii (CRIFST) al Academiei Române și până în 2018 a fost redactor șef al revistei NOEMA editată de CRIFST. Din anul 2015 este afiliat la Institutul de Inteligență Artificială „Mihai Drăgănescu” al Academiei Române.

## Studii
A absolvit Liceul „Matei Basarab” din București în anul 1955.
În anul 1960 a absolvit, cu licență, Facultatea de Exploatare a Zăcămintelor de Petrol și Gaze din cadrul Institutului de Petrol, Gaze și Geologie din București.
Între anii 1966-1969 a efectuat un stadiu de pregătire doctorală, astfel că, în anul 1970, obține titlul de doctor inginer cu o teză din domeniul mecanicii rocilor, Contribuții la problema stabilității găurilor de sondă, sub îndrumarea prof. dr. ing. Grigore Ioachim, membru corespondent al Academiei Române, personalitate care a lăsat lucrări fundamentale în domeniul extracției de țiței și gaze.
Tot atunci a frecventat, timp de doi ani, cursurile Facultății de matematică ale Universității din București și a început să dezvolte programe cu algoritmi necesari elaborării tezei de doctorat și să le ruleze pe primul calculator IBM 360 din țară, existent la universitatea respectivă.

## Activitatea de inginer / cercetător
Din 1960 până în 1966 a lucrat ca inginer pe șantiere petrolifere din Moldova și pe șantiere de explorări miniere din Maramureș, lângă Baia Mare. În această perioadă a început să publice articole de specialitate în revista Petrol și Gaze.
Din 1969 până în 1973 ocupă postul de cercetător științific la Institutul de Proiectări și Cercetări de Utilaj Petrolifer (IPCUP) - București. În 1973, după alte articole de specialitate publicate în decursul anilor, îi apare cartea Motoare hidraulice de foraj cu turație lentă, un volum de referință în domeniu, ce trata pentru prima dată în România acest subiect. Tot în această perioadă a înregistrat la OSIM, împreună cu inginerul Vasile Anastasiu, invenția „Dispozitiv de foraj cu circulație locală la talpă”.
Între anii 1973 și 1976 lucrează ca analist la Centrul de Calcul al Ministerului Petrolului și la Centrul de calcul al Ministerul Industriei Construcțiilor de Mașini. La Centrul de Calcul al Ministerului Petrolului a realizat produsul-program „Optimizare a regimului hidraulic al sondelor în foraj”, produs-program preluat de Institutul de Cercetări și Proiectări de la Câmpina (filiala Ploiești) al Ministerului Petrolului și care a fost utilizat ani de zile pentru proiectarea sondelor de foraj din România.
Din 1976 până în 1992 a lucrat la Institutul Central pentru Conducere și Informatică (ICI) din București ca analist (1976-1979), cercetător științific (1979-1992) și șef de atelier (1985-1992), dezvoltând aplicații pe calculatoare de tip FELIX, pe minicalculatoare, microcalculatoare și în rețele de calculatoare. În această perioadă (1982) a publicat cartea Abordarea ierarhic structurată și informatica, în Editura Academiei Române, carte prefațată de acad. Mihai Drăgănescu, în cadrul căreia  propune metoda TDS (Top Down Structurată) atât pentru proiectarea produselor informatice cât și a celor tehnice în general.
Între anii 1996 și 2000 este director de program la Direcția de Informatică a firmei PETROM S.A. iar între anii 2000 și 2005 lucrează ca Senior Consultant la firma „Computer Sharing București” (CSB) în domeniul „Business Continuity and  Disaster Recovery Services and Solutions”.

## Activitatea didactică
Între anii 1966 și 1969 a fost angajat prin concurs pe post de asistent universitar la Institutul de Petrol, Gaze și Geologie din București.
În perioadele 1977–1980 și 1999–2002 a fost profesor universitar asociat la Universitatea Petrol-Gaze din Ploiești, titular al primului curs de „Sisteme Informatice” din această universitate.

## Activitatea literară
Începând cu anul 1969 a început să publice poezii și eseuri în revista Luceafărul, seria Bănulescu, fiind promovat de poetul Cezar Baltag. Activitatea publicistică literară, care a cuprins și două eseuri, s-a încheiat în 1974 deoarece apăruseră în mod evident restricțiile inacceptabile după vizita lui Ceaușescu în Coreea de Nord și după „Tezele” de la Mangalia. În 1968, înainte de Evenimentele din Cehoslovacia, i se aprobă și intră în repetiție la Teatrul Nottara-Atelier piesa într-un act „Evadarea nereușită” cu Ștefan Iordache în rolul principal. Piesa a fost anunțată în Săptămâna culturală a capitalei dar nu a mai fost jucată. Pur și simplu piesa a fost scoasă de pe afiș, fără ca autorul să fie anunțat. Motivul principal ține de cenzura acelor vremuri, după cum declară autorul într-un interviu recent. Textul tipărit al piesei apare abia în 2017.
Din 1989, în paralel cu publicarea unor texte literare noi în diverse reviste, precum: Dilema Veche, EgoPhobia, Almanah Rădăcini 2008, Tabor, etc. și online pe site-uri culturale interactive, îi apare, într-un tiraj redus, un grupaj de poezii scrise în perioada când publica în revista Luceafărul. O parte dintre textele noi publicate după 1989, până în 2017, au intrat în cuprinsul unei cărți: Fragmentarium: ficționale.

## Activitatea filosofico-eseistică
După anul 2000 revine la preocupări mai vechi: fenomenologie, ironie romantică versus ironie postmodernistă, globalizare (intersecția dintre cultura occidentală și cea extrem orientală). În 2010 îi apare cartea Dincolo de ironie și ironism – plecând de la discuții virtuale cu unii clasici de marcă ai PoMo, reeditată în 2015, care cuprinde eseuri filosofico-literare.
Activează în cadrul unor structuri ale Academiei Române: Comitetul Român pentru Istoria și Filosofia Științei și Tehnicii și Institutul de Inteligență Artificială „Mihai Drăgănescu”.
Un capitol separat din viața sa este cel legat de întâlnirea cu Acad. Mihai Drăgănescu sub îndrumarea căruia a lucrat la ICI, atunci când acesta a fost directorul general al Institutului. După dispariția lui Mihai Drăgănescu în 2010, a încercat să fructifice opera filosofico-științifică a acestuia, prin publicarea unor eseuri apărute mai ales în rubrica Drăgănesciana, pe care a înființat-o, a publicației NOEMA. Ulterior, unul dintre articole a fost introdus într-un volum recent, dedicat academicianului Mihai Drăgănescu. În același timp a făcut parte din grupul care a inițiat, în cadrul "Secției de știința și tehnologia informației" a Academiei Române, Colocviile Drăgănescu făcând o prezentare la ediția din 2015, prezentare publicată ulterior în revista Academica a Academiei Române.

## Lucrări publicate (listă selectivă)

### Cărți
- Eseu despre modelul onto-informațional-fenomenologic propus de Mihai Drăgănescu. Arhitectura sa și caracteristicile principale, ISBN 9786067486810, București, Editura Paideia, 2022
- Fragmentarium: ficționale, ISBN 9786069428580, București, Fractalia, 2017
- Dincolo de ironie și ironism – plecând de la discuții virtuale cu unii clasici de marcă ai PoMo, ISBN 9735966034, București, Paideia, 2010 (pdf).
- Carte cu poezii, București, Eurocivica2000, 2000.
- Abordarea ierarhic structurată și informatica, Editura Academiei, 192 p. (cu o prefață de Acad. Mihai Drăgănescu), 1982
- Stabilitatea formațiunilor traversate de sonde, Oficiul de Documentare și Publicații Tehnice (O.D.P.T.), Ministerul Minelor, Petrolului și Geologiei, București, 1974.
- Motoare hidraulice de foraj cu turație lentă, Oficiul de Documentare și Publicații Tehnice (O.D.P.T.), Ministerul Minelor, Petrolului și Geologiei, București, 1973.

### Brevet de invenție
- Dispozitiv de foraj cu circulație locală la talpă - Gorun Manolescu, Vasile Anastasiu, Certificat de Inventator Nr. 59537, 9 noiembrie 1974.

O listă cu circa 45 de lucrări de specialitate petrol și gaze (1960-1973), de informatică aplicată (1976-1988), de știința și filosofia informației (1979-1986) și de filosofie la modul general pot fi regăsite pe pagina proprie.

## Recunoaștere
- Diploma de onoare și medalia jubiliară Excelență în performanță acordate la 150 de ani de industrie românească de petrol.[32]
- Premiul „Petre Sergescu“ al Academiei Române (pentru Istoria științelor și tehnicii) pe anul 2022, pentru lucrarea Eseu despre modelul onto-informațional-fenomenologic propus de Mihai Drăgănescu. Arhitectura sa și caracteristicile principale.[33]